# Miloslav Čapek
Miloslav Čapek (14. prosince 1928, Slaný – 23. září 2005) byl agentem československé sekce americké zpravodajské služby CIC, následně politický vězeň komunistického režimu.

## Rozvědka a vězeň komunismu
V roce 1949 emigroval do západního Německa, kde prošel výcvikem zpravodajské skupiny generála Františka Moravce a zapojil se do aktivit tzv. třetího odboje. Jako jeden z agentů-chodců (krycí jméno Carson) byl vycvičen, aby přecházel hranice do Československa, navazoval zde kontakty a získával zprávy o režimu, ale byl při prvním přechodu hranice zajat a po tvrdých výsleších odsouzen ke dvanácti letům vězení za špionáž. Vězněn byl zejména v uranových dolech Jáchymov a ve věznici Leopoldov, kde strávil celkem dvanáct let.
Po propuštění v roce 1962 pracoval v Praze jako elektromontér. Po pádu komunistického režimu se aktivně zapojil do veřejného života, zejména ve Slaném, kde se stal vydavatelem lokálního tisku a účastnil se činnosti Sokola. Své zážitky a zkušenosti s komunistickou perzekucí publikoval v knize O mužích, na které se zapomnělo, která vyšla v roce 2000 a líčí nelidské podmínky v československých věznicích 50. let. Za své zásluhy v odboji obdržel v roce 2005 vyznamenání od vlády Spojených států.